# Johan Vonlanthen
Pour les articles homonymes, voir Vonlanthen.
Johan Vonlanthen est un footballeur binational, suisse et colombien, né le 1er février 1986 à Santa Marta en Colombie. Il évolue au poste d'attaquant.
Joueur pro dès 16 ans et très prometteurs à ses débuts avec BSC Young Boys et PSV Eindhoven, il connaîtra néanmoins quelques phases plus difficiles par la suite.
Il était le plus jeune buteur de l'histoire du Championnat d’Europe de football pendant vingt ans, en ayant marqué à 18 ans et 141 jours un but contre la France à l'Euro 2004, le 21 juin. Ce record est battu par Lamine Yamal lors du match de demi-finale qui oppose l'Espagne et la France en 2024. Il est âgé de 16 ans et 361 jours.

## Biographie

### Les débuts
Johan Vonlanthen est né en Colombie d'un père fribourgeois et d'une mère colombienne. À ses 14 ans, il quitte son pays natal et s'installe avec sa famille à Flamatt, dans la partie germanophone du canton de Fribourg. Johan s'illustre très vite dans le petit club de Flamatt et il faut peu de temps avant que les Young Boys de Berne ne s'attachent les services de ce jeune joueur.
À ses seize ans déjà, il débute en Axpo Super League avec le club bernois. Johan est repéré par les grand clubs européens, notamment le PSV Eindhoven. À l'âge de 17 ans, il part pour les Pays-Bas.
Ainsi, Johan Vonlanthen reçoit et accepte une convocation en équipe de Suisse pour l'Euro 2004 au Portugal. Il fêtera son baptême du feu avec la Nati lors d'un match de préparation juste avant l'Euro 2004 face au Liechtenstein. 
Au Portugal, il devient le plus jeune buteur de l'histoire d'un Championnat d'Europe grâce à son but, un tir croisé du pied droit, face à la France (1-3).

### Après l'Euro
Après l'Euro 2004, il est prêté par le PSV successivement à Brescia en 2005 et au NAC Breda en 2005-2006. 
Il rejoint en 2006 le Red Bull Salzbourg où il joue trois saisons, avant d’être prêté au FC Zurich en 2009. S’étant converti à l’église adventiste, il demande, en décembre 2009, à Fredy Bickel directeur technique du club zurichois de respecter son choix de ne plus jouer le samedi, afin d’être en conformité avec les préceptes de cette église. Il retourne ensuite à Salzbourg, où il n’entre plus dans les plans du club.
Il tente ensuite de trouver un club qui lui permette de ne pas jouer le samedi et contacte pour ce faire plusieurs clubs en Suisse, en Espagne ou en France, sans succès.
Il décide de se rendre en Colombie, pays d'origine de sa mère, où le championnat programme de nombreux matchs le mercredi et le dimanche. Il s’engage alors avec le club de Itagüí Ditaires.
En 2012, il décide de raccrocher les crampons.

### Deuxième carrière et retour en Suisse
Une année plus tard, Johan Vonlanthen sort de sa retraite et revient en Suisse. Il s'entraîne avec le club du FC Wohlen et annonce qu'il souhaite commencer, à 27 ans, une deuxième carrière.
Le 11 juin 2013, le Grasshopper Club Zurich, qui évolue en Super League (Suisse), annonce son engagement pour une saison.
Après une demi-saison en prêt au FC Schaffhouse, en Challenge League, Vonlanthen rejoint le Servette FC. Il y a marqué 10 buts en 30 matchs avant qu'une blessure ne le mette hors jeu pendant six mois. Après la blessure, il a changé pour le FC Wil.

## Équipe nationale
40 sélections, 7 buts